# 阿兰·帕杜
阿倫·史葛·柏祖（英語：Alan Scott Pardew，1961年7月18日—）出生於英國倫敦温布尔登，是一名前職業足球員及現任領隊。
柏祖在足球壇至今最大的成就是三度闖入英格蘭足總盃決賽，分別是於1990年作為球員時效力及和2016年作為領隊時帶領水晶宮和2006年作為領隊時帶領韋斯咸，但三次均敗北而回。同時他曾經三度協助所屬球會升班，分別是球員時效力水晶宮和領隊時帶領雷丁及韋斯咸。

## 榮譽

### 球員
水晶宮
- 英格蘭足總盃亞軍：1990年；
- 英乙（II）附加賽冠軍：1988/89年；

### 領隊

#### 球會
雷丁
- 英乙（III）亞軍：2001/02年；

韋斯咸
- 英格蘭足總盃亞軍：2006年；
- 英冠附加賽冠軍：2004/05年；
- 英甲（II）附加賽亞軍：2003/04年；

修咸頓
- 英格蘭聯賽錦標冠軍：2010年；

水晶宮
- 英格蘭足總盃亞軍：2016年；

#### 個人
- 英超每月最佳領隊：2006年2月、2013年11月；
- 英超年度最佳領隊：2011/12年；
- LMA年度最佳領隊：2011/12年；

## 外部連結
- Alan Pardew Career Profile （页面存档备份，存于）
- 足球数据库：Alan Pardew的球员统计数据
- 足球資料庫：Alan Pardew的領隊統計數據
- Alan Pardew profile@LMA